# حوزه انتخابیه میاندوآب، باروق و چهاربرج
حوزهٔ انتخابیه میاندوآب، باروق و چهاربرج  یکی از ۱۰ حوزه از حوزه‌های استان آذربایجان غربی برای انتخابات مجلس شورای اسلامی است. این حوزه به مرکزیت میاندوآب، ۱ نماینده دارد.
این حوزه تا پیش از سال ۱۳۹۵ به همراه حوزه انتخابیه شاهین‌دژ و تکاب «حوزه انتخابیه میاندوآب، شاهین‌دژ و تکاب» را تشکیل می‌داد که به مرکزیت میاندوآب، ۲ نماینده داشت.
در ۲۷ تیر ۱۴۰۰ طی تصویب‌نامه هیئت وزیران، بخش چهاربرج و بخش باروق از شهرستان میاندوآب جدا و در قالب دو شهرستان جدید در تابعیت آذربایجان غربی تشکیل شدند.

## نمایندهدوره یازدهم
- مهدی عیسی‌زاده

## نمایندهدوره دوازدهم
- علی احمدی[۳]

## پی‌نوشت و منبع
1. ↑  «نمایندگان مجلس شورای اسلامی با تفکیک حوزه انتخابیه شاهین‌دژ و تکاب از میاندوآب موافقت کردند» بایگانی‌شده  در ۲۴ نوامبر ۲۰۱۸ توسط Wayback Machine. خبرگزاری خانه ملت
2. ↑  «میاندوآب به سه شهرستان تفکیک شد». kurdpress.com. دریافت‌شده در ۲۰۲۲-۱۲-۰۵.
3. ↑  «نتایج انتخابات مجلس شورای اسلامی در آذربایجان غربی - اورنا نیوز». urnanews.ir. دریافت‌شده در ۲۰۲۴-۰۴-۰۱.

- «جدول حوزه‌های انتخابیه در انتخابات دهمین دورهٔ مجلس شورای اسلامی» (PDF). مرکز پژوهش و سنجش افکار صدا و سیما. بایگانی‌شده از اصلی (PDF) در ۵ اکتبر ۲۰۱۸. دریافت‌شده در ۲۵ ژوئن ۲۰۱۶.